# Clinodiplosis terrestris
Clinodiplosis terrestris är en tvåvingeart som först beskrevs av Ephraim Porter Felt 1908.  Clinodiplosis terrestris ingår i släktet Clinodiplosis och familjen gallmyggor. Inga underarter finns listade i Catalogue of Life.